# حمله آمریکا به افغانستان
حمله آمریکا به افغانستان در پی حملات ۱۱ سپتامبر در اواخر سال ۲۰۰۱ (مهر ۱۳۸۰) رخ داد و مورد حمایت متحدان نزدیک ایالات متحده قرار گرفت. این درگیری به جنگ آمریکا در افغانستان نیز معروف است. اهداف عمومی آن از بین بردن القاعده و همچنین پایگاه امن عملیات‌ها در افغانستان با حذف طالبان از قدرت بود. بریتانیا متحد اصلی ایالات متحده بود و از آغاز آماده‌سازی برای حمله، از اقدامات آمریکا پشتیبانی می‌کرد. این جنگ پس از جنگ داخلی ۲۰۰۱ تا ۱۹۹۶ افغانستان که میان طالبان و گروه‌های ائتلاف شمال بود، رخ داد، اگرچه طالبان ۹۰ درصد کشور را تا سال ۲۰۰۱ کنترل می‌کرد. حمله آمریکا به افغانستان به مرحله اول جنگ در افغانستان (۲۰۰۱-۲۰۲۱) تبدیل شد.
رئیس‌جمهور آمریکا جورج دابلیو. بوش خواستار تحویل اسامه بن لادن و اخراج القاعده بود. بن لادن از سال ۱۹۹۸ تحت تعقیب اف‌بی‌آی بود. طالبان از استرداد او مگر با نشان دادن آنچه را که آن‌ها شواهد قانع کننده‌ای از دست داشتن وی در حملات ۱۱ سپتامبر می‌دانستند خودداری می‌کرد و درخواست‌ها برای تعطیل کردن پایگاه‌های تروریست‌ها و تحویل سایر مظنونان تروریست به غیر از بن لادن را نادیده می‌گرفت. این درخواست توسط ایالات متحده به دلیل تاکتیک تأخیر بی‌معنی رد شد و این کشور همراه با انگلستان عملیات آزادی بلندمدت را در ۷ اکتبر ۲۰۰۱ آغاز کرد. بعداً نیروهای دیگری از جمله نیروهای ائتلاف شمال در زمین به این دو پیوستند. ایالات متحده و متحدانش تا ۱۷ دسامبر ۲۰۰۱ به سرعت طالبان را از قدرت رانده و پایگاه‌های نظامی در نزدیکی شهرهای بزرگ کشور ایجاد کردند. بیشتر اعضای القاعده و طالبان دستگیر نشدند یا به پاکستان همسایه فرار کردند یا در طی نبرد تورا بورا به مناطق کوهستانی روستایی یا دور افتاده عقب‌نشینی کردند.
در دسامبر ۲۰۰۱، شورای امنیت سازمان ملل متحد برای نظارت بر عملیات نظامی در این کشور و آموزش نیروهای امنیت ملی افغانستان ، نیروی بین‌المللی کمک به امنیت (ISAF) را تأسیس کرد. در کنفرانس بن در دسامبر ۲۰۰۱، حامد کرزی به عنوان سرپرست دولت موقت افغانستان برگزیده شد، که پس از یک جلسه لویه جرگه (گردهمایی بزرگ) در سال ۲۰۰۲ در کابل به عنوان دولت انتقالی افغانستان درآمد. در انتخابات مردمی سال ۲۰۰۴، کرزی به عنوان رئیس‌جمهور کشور انتخاب شد که اکنون جمهوری اسلامی افغانستان نامیده می‌شود. در اوت ۲۰۰۳ ناتو نیز به عنوان یک متحد وارد درگیری شد و سکان ISAF را به دست گرفت. بخشی از نیروهای آمریکایی در افغانستان تحت فرماندهی ناتو فعالیت می‌کردند و سایرین تحت فرماندهی مستقیم ایالات متحده قرار داشتند. ملا عمر رهبر طالبان این جنبش را دوباره سازماندهی کرد و در سال ۲۰۰۲ شورشی علیه دولت و ISAF به راه انداخت که تا سال سقوط کابل در ۲۰۲۱ به طول انجامید.

## تاریخچه جنگ‌های ابرقدرت‌های جهان در افغانستان
مرزهای تاریخی افغانستان پیش از دوره استعمار به پایان دوره امپراتوری تیموری برمی‌گردد. این مرزبندی به صورت تاریخی به این نحو بوده‌است که افغانستان بین سه دولت صفویان در غرب و بخش‌هایی از جنوب، شیبانیان در شمال و گورکانیان در شرق و جنوب تقسیم شده بود.

موقعیت افغانستان بین روسیه و مستعمرات بریتانیا در هندوستان تا جنگ جهانی دوم

در قرن نوزدهم محدوده جغرافیایی افغانستان کنونی به صحنه درگیری دو قدرت زمان یعنی امپراطوری روسیه و بریتانیا مبدل شد. در اوایل این سده بریتانیا برای ایجاد منطقه حائل بین هندوستان و روسیه، اقدام به تأسیس کشور افغانستان به شکل کنونی آن نمود. در این راستا دو جنگ با حاکمان محلی افغانستان انجام داد و حکومت قاجار را نیز طی دو تهدید نظامی وادار به دست کشیدن از هرات و به رسمیت شناختن استقلال افغانستان کرد. (برای اطلاعات بیشتر این مراجع را ببنید:
جنگ_اول_هرات و استقلال هرات از ایرانیان
)

بریتانیا در طی جنگ نخست متحمل خسارت‌های بزرگی شد که با عنوان «فاجعه در افغانستان» نیز یاد می‌شود. (در صفحه انگلیسی ویکی پدیا در خصوص جنگ اول افغانستان به این موضوع اشاره شده است.)
جنگ دوم که با امضای معاهده گندمک پایان یافت منجر به ازدست رفتن استقلال افغانستان گردید تا این که سرانجام در جنگ سوم مجدداً استقلال افغانستان بازیابی شد.
در دوران جنگ جهانی اول با وجود تلاش‌های آلمان، افغانستان بی‌طرفی خود را حفظ کرد و به سرحدات هندوستان حمله نکرد. یکی از دلایل این اتفاق کمک‌های مالی بریتانیا به دولت وقت حبیب‌الله خان بود.
پس از جنگ جهانی دوم و در دوران جنگ سرد، پیرو انقلاب ثور بهانه‌ای برای حضور ارتش سرخ در خاک افغانستان پیش آمد. این جنگ که با اشغال بخش عمده افغانستان همراه بود، حدود نه سال از ۱۳۵۸ تا ۱۳۶۷ به طول انجامید. در طول جنگ ارتش سرخ طی نه عملیات تلاش کرد تا دره پنجشیر را به تصرف درآورد اما تا پایان جنگ این اتفاق رخ نداد.
از مهم‌ترین نتایج جنگ شوروی در افغانستان می‌توان به تأثیر آن در فروپاشی اتحاد جماهیر شوروی اشاره کرد. به دلیل هزینه‌های نظامی سنگین در جنگ افغانستان و رخدادهای تاریخی دیگر در اواخر دهه ۱۹۸۰ میلادی و آشکار شدن تأثیرات جنگ سرد، اتحاد جماهیر شوروی فرو پاشید.
این فروپاشی منجر به شکل‌گیری کشورهای جدیدی شد که پیش از این جمهوری‌های تشکیل دهنده اتحاد جماهیر شوروی بودند. این امر به یک خلاء قدرت منجر شد که آغازگر دور جدیدی از رقابت‌ها در آسیای مرکزی شد. در پی این خلاء قدرت، ایالات متحده آمریکا اقدام به امضای قرادادهای همکاری نظامی و امنیتی با کشورهای آسیای میانه کرده‌است. از جمله این قرادادها می‌توان به پایگاه نظامی آمریکایی ماناس در قرقیزستان اشاره کرد.

## دلایل آغاز جنگ
ایالات متحده آمریکا دلیل رسمی جنگ را «تاکتیک بی‌معنی تأخیر» دولت وقت افغانستان در پاسخ به درخواست‌های آمریکا بیان کرد و در مهر/میزان ماه سال ۱۳۸۰ حمله به افغانستان را آغاز کرد.
درخواست‌های دولت آمریکا از دولت وقت افغانستان (طالبان) عبارت بودند از: تحویل اسامه بن لادن، برچیدن پایگاه‌های القائده در خاک افغانستان و پایان دادن به حمایت از تروریست‌ها در خاک افغانستان. حکومت طالبان به دلیل ناکافی دانستن شواهد ایالات متحده از اجابت این درخواست امتناع کرد.
پس از کشته شدن اسامه بن لادن (بنیان‌گذار و رهبر القائده)، در سال ۲۰۱۱ و درز خبر درگذشت ملا عمر (بنیان‌گذار و رهبر طالبان) در سال ۲۰۱۳ ایالات متحده آمریکا به اهداف تعیین شده خود در افغانستان دست یافته بود. بن لادن دیگر در افغانستان نبود، پایگاه‌های القائده در افغانستان برچیده شده بود و حکومتی در افغانستان برسرکار بود که از تروریست‌ها حمایت نمی‌کرد.
یکی از مهم‌ترین اهداف جنگ در افغانستان و پیرو آن جنگ در عراق صدور دموکراسی به خاورمیانه بود تا حمایت از تروریست‌ها متوقف شود. رئیس‌جمهور وقت ایالات متحده آمریکا در سپتامبر ۲۰۰۶ وعده ساخت افغانستانی داد که در آن افراط گرایان نتوانند به مردم ظلم کنند و همچنین پناهگاهی برای تروریست‌ها باشد.
به این ترتیب از سال ۲۰۱۴ مأموریت ایالات متحده در افغانستان تبدیل به تغییر ارزش‌های مردم و ترویج دموکراسی شد. کاری که تا ۱۰ سال طول کشید.
پس از خروج نیروهای ناتو از افغانستان در سال ۲۰۱۵ طالبان مجدداً حملات خود به مواضع نیروهای دولتی آغاز می‌کنند. این بار القائده جای خود را به دولت اسلامی (داعش) می‌دهد و حملات به مراکز فرهنگی از قبیل دانشگاه‌ها آغاز می‌شود. در اواخر حضور نظامی آمریکا در افغانستان فساد موجود در نظام حکومتی، عدم ایجاد ارزش‌ها در نقاط دور افتاده و وابسته بودن حکومت مرکزی افغانستان به کمک‌های خارجی، عملاً حضور نظامی آمریکا در افغانستان را بدون نتیجه و بی‌پایان کرده بود.

## اهداف جنگ
ایالات متحده در افغانستان دو دسته هدف داشت. یکی از میان برداشتن عوامل حادثه یازدهم سپتامبر و دیگری توسعه جامعه مدنی در افغانستان و تبدیل افغانستان به یک متحد در آسیای مرکزی. این که آمریکا به تمام اهداف خود از این حمله ۲۰ ساله که طولانی‌ترین جنگ تاریخ ایالات متحده آمریکا رسیده باشد، باید بحث شود.
هر چند نتایج توسعه مدنی در جامعه افغانستان نیاز به زمان دارد تا خود را نشان دهد. ولی بازگشت طالبان به قدرت در افغانستان با یک سرعت غیرقابل پیش‌بینی نشان داد دموکراسی فرایند زمان بری است و از بالا قابل دیکته شدن نیست.

## مخارج و هزینه‌های جنگ
بخش عمده هزینه‌های مالی این جنگ به عهده ایالات متحده آمریکا، ناتو و دیگر همپیمانان آمریکا در این جنگ است. در حالی که هزینه‌های بی‌شمار جسمی، روحی و نیروی انسانی نیز متوجه مردم افغانستان است. افغانستان از نیمه دوم قرن بیستم به دلیل جنگ‌های متعدد داخلی و خارجی مهاجرت‌های گسترده‌ای را شاهد بوده‌است. شروع جنگ آمریکا در قرن بیست و یکم، همچنان پناهجویان افغان را در صدر جمعیت پناهجویان در جهان قرار داده‌است.
بر اساس یک برآورد در دانشگاه براون در اوت ۲۰۲۱ تنها هزینه عملیات نظامی در افغانستان و پاکستان رقمی بالغ بر ۲٫۳۱۳ تریلیون (هزار میلیارد) دلار می‌شود.
این تخمین مخارج نگهداری از کهنه سربازان تا پایان عمر و سود مبالغ قرض گرفته شده را شامل نمی‌شود.
این تخمین همچنین شامل ۲۴۳ هزار نفر که به طور مستقیم در این جنگ کشته شده‌اند، نمی‌شود. از طرف دیگر هیچ تخمینی از کشته شده‌هایی که بر اثر بیماری، کمبود غذا و آب، زیرساخت و دیگر نتایج مستقیم جنگ باشد، وجود ندارد.

## پناهندگان

اوج‌گیری مهاجران از افغانستان با تشدید جنگ علیه طالبان

پناهندگان جنگ افغانستان طبق آمار بانک جهانی با تشدید جنگ علیه طالبان پس از ۲۰۱۱ به تدریج اوج گرفت و بالاترین تعداد پناهندگان را در سال ۲۰۱۴ شاهد هستیم.
== خروج نظامیان آمریکایی از افغانستان ==امریکا رفت

## نتایج جنگ
همه جنگ‌ها دارای عواقب و نتایج خواسته و ناخواسته‌ای هستند. جنگ آمریکا در افغانستان نیز از این قاعده مستثنی نیست. این جنگ برای آمریکا، چین، مردم افغانستان، مردم و دولت‌های خاورمیانه و تاریخ دارای نتایج قابل بحثی است. بخشی از این نتایج از همین حالا رویت پذیر هستند و برخی دیگر برای آشکار شدن زمان خواهد برد.

تغییر شرکای تجاری کشورها در طول ۲۰ سال، کشورهایی که چین سهم تجاری بیشتری نسبت به ایالات متحده آمریکا با آن‌ها دارد.

### رشد اقتصادی چین
ملموس‌ترین نتیجه جنگ افغانستان برای دولت چین اتفاق افتاد. هزاران میلیارد دلاری که ایالات متحده در جهت منافع شرکت‌های اسلحه سازی با راهنمایی لابی‌های کشورهای خاورمیانه در افغانستان خرج کرد، خود را در جهش اقتصادی چین نشان داده‌است. هنوز برای نتیجه‌گیری از این اتفاق زود است ولی این نمودار وضعیت تجاری ایالات متحده را در رقابت با اقتصاد دوم جهان در ابتدای دهه سوم این هزاره میلادی و پس از همه‌گیری جهانی کووید ۱۹ نشان می‌دهد.
یکی از مهم‌ترین دلایل خروج زود، شتاب زده و بی‌برنامه ایالات متحده آمریکا از افغانستان در همین امر قرار دارد. از طرفی شتاب دولت چین در برقراری رابطه با طالبان نیز در راستای همین اتفاقات اقتصادی و تجاری است.

### دوستان و دشمنان ایالات متحده آمریکا در خاورمیانه
پس از انقلاب ثور و دخالت‌های شوروی در افغانستان ایالات متحده آمریکا برای تضعیف اتحاد جماهیر شوروی در جنگ افغانستان از نیروهای اسلامگرا حمایت کرد. به این ترتیب نخستین همکاری‌های بین آمریکا و اسلامگرایان در افغانستان شکل گرفت.
پس از حملات ۱۱ سپتامبر آمریکا برای تأمین خواسته‌های خود از یک کشور جنگ‌زده، این بار از در دشمنی با نیروهای اسلامگرا در افغانستان درآمد. به این ترتیب گروه طالبان، مهم‌ترین نماینده اسلامگرایان در افغانستان، دشمن آمریکا قلمداد شدند. هیچگاه در تمام این سال‌ها نیروهای ملی افغانستان مورد حمایت مستقیم دولت آمریکا قرار نگرفتند.
در طول تمام سال‌هایی که آمریکا تلاش می‌کرد دموکراسی را در افغانستان مستقر سازد، یعنی از سال ۲۰۱۴ و پس از پایان عملیات نظامی آمریکا در افغانستان، بین اشرف غنی و عبدالله عبدالله اختلاف نظر پیش آمده بود. اشرف غنی فردی بود که تابعیت آمریکایی داشت. آخرین کاری که کارنامه سیاسی او را نمایندگی می‌کند، تسلیم کابل به نیروهای طالبان در تابستان ۱۴۰۰ بود. در مقابل عبدالله عبدالله قرار داشت که به نیروهای ملی وابسته بود، روشنفکر و تحصیل کرده بود.
این دوگانهٔ خاورمیانه و افغانستان است و ایالات متحده آمریکا ثابت کرده‌است که بین تمام نیروهای سیاسی، نیروهای ملی همواره در آخرین اولویت برای توافق قرار دارند. حتی پس از اسلامگراها.

### دیدگاه‌ها در خصوص نتیجه جنگ افغانستان
پایان جنگ آمریکا در افغانستان بیشتر شبیه به یک آغاز است. گویی در این ۲۰ سال هیچ دست‌آوردی نداشته‌ایم. این نظر حامد کرزی رئیس‌جمهور پیشین افغانستان است در خصوص شکست آمریکا که تصاویر او در روزهای اول جنگ افغانستان با نیروهای ویژه سیا موجود است.
امرالله صالح معاون اول اشرف غنی که به لحاظ قانونی شخص اول افغانستان پس از فرار غنی محسوب می‌شود، طی یک یادداشتی که در روزنامه اشپیگل منتشر شد، خواسته‌های خود را به این شرح اعلام کرد: به رسمیت شناختن مقاومت ملی در پنجشیر، پیگیری راه حل سیاسی و تهدید پاکستان از جانب آمریکا با اعمال تحریم.
او اعلام کرد که مردم افغانستان از لحاظ سیاسی و اخلاقی طرفدار نیروهای مقاومت ملی در دره پنجشیر هستند. او همچنین اعلام کرد که طالبان اهل مذاکره، تفاهم و گفتگو نیستند و تفاهم حاصل شده بین طالبان و آمریکا را نتیجه ساده لوحی، خستگی و کوته بینی حاکم در کاخ سفید در دوران بایدن و ترامپ دانست.